# Diclis tenuissima
Diclis tenuissima là một loài thực vật có hoa trong họ Huyền sâm. Loài này được Pilg. mô tả khoa học đầu tiên năm 1912.